# Friederike Brun
Friderike Brun, született Friederike Sophie Christiane Münter (Gräfentonna, 1765. június 3. – Koppenhága, 1835. március 25.) német utazási író és költőnő. Balthasar Münter hitszónok leánya. 1783-ban házasságot kötött Constantin Brun gazdag tanácsossal, akivel Pétervárra ment. Miután hallását hirtelen elvesztette, egészen az irodalomra és tudományra adta magát. Többnyire Svájcban és Rómában élt. Költeményeket is adott ki, melyek nagyon becsesek.

## Munkái
- Gedichte (Zürich, 1795)

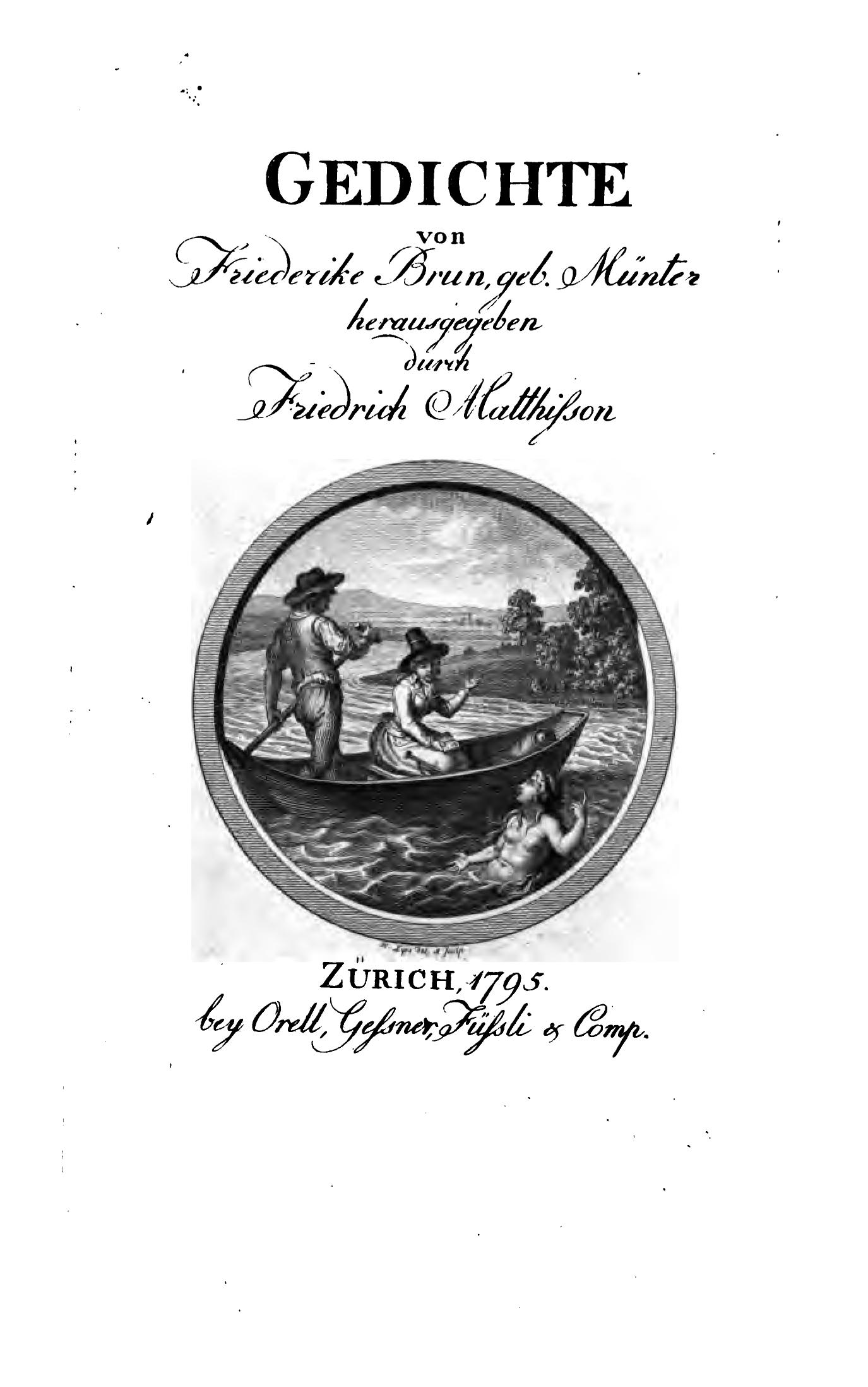
Versek című könyv

- Wahrheit aus Morgenträumen und Idas ästhetische Entwickelung (Aarau, 1829)
- Prosaische Schriften (4 kötet, Zürich, 1799—1801)
- Episoden den aus Reisen durch das Südliche Deutschland etc. (Zürich, 1807—16, 3 kötet)
- Briefe aus Rom (Drezda, 1816)
- Römisches Leben (Lipcse, 1833, 2 kötet)